# Gösta Schybergson
Erik Gustaf Jakob (Gösta) Schybergson, född 29 april 1893 i Helsingfors, död 2 februari 1918 i Helsingfors, var en finländsk med.kand.
Hans föräldrar var Magnus Gottfrid Schybergson och Johanna Tikkanen. År 1911 tog han studentexamen vid Nya svenska läroverket i Helsingfors, och skrev in sig i Nylands nation vid Helsingfors universitet. År 1915 framlade han sin med.kand.-avhandling, och blev på våren amanuens vid Helsingfors universitets anatomiska institution. Han var även ordförande vid Akademiska sångföreningen 1912-15. År 1917 anslöt han sig till skyddskåren, men avgick redan i oktober. Efter detta anslöt han sig till Röda korsets internationella förbund. Den 30 januari 1918 blev han underläkare vid Humalisto (Hunneberg) tuberkulossjukhus.
Den 2 februari anföll en skara rödgardister (50-man) sjukhuset. Efter förhör gjorde man en husundersökning; som "slaktare" fördes han återigen för att förhöras men mördades på vägen vid Tölöviken.
Han begravdes på Helsingfors gamla begravningsplats.